# Мелкумян, Ашот Галустович
Ашот Галустович Мелкумян (арм. Աշոտ Գալուստի Մելքումյան; 10 октября 1922, Чорман, Джеванширский уезд — 28 августа 1984, Нагорно-Карабахская АО, Азербайджанская ССР) — разведчик 526-го стрелкового полка, красноармеец — на момент представления к награждению орденом Славы 1-й степени.

## Биография
Родился 10 октября 1922 года в селе Чорман (в советское время — село Гарнакар Мардакертского района, ныне село Чорманлы Агдеринского района Азербайджана), в крестьянской семье. Армянин. В 1941 году окончил 9 классов.
В декабре 1941 года был призван в Красную Армию Мардакертским райвоенкоматом Азербайджанской ССР. С августа 1942 года сражался в рядах 89-й Армянской стрелковой дивизии, в составе которой прошел весь боевой путь до Победы. Воевал на Северо-Кавказском, 4-м Украинском и 1-м Белорусском фронтах.
Осенью 1943 года получил первую боевую награду — медаль «За отвагу». Во время разведки в районе горы Комендантской, огнём из пулемета, уничтожив 4-х противников.
В феврале 1944 года в период боев за город Керчь красноармеец Мелкумян неоднократно ходил в разведку и добывал ценные сведения о противнике. Лично уничтожил 4 вражеских солдат и 1 взял в плен. Был ранен, но остался в строю. Был представлен к награждению орденом Красной Звезды.
Приказом по частям 89-й стрелковой дивизии от 22 февраля 1944 года красноармеец Мелкумян Ашот Галустович награждён орденом Славы 3-й степени.
8 мая 1944 года на подступах к городу Севастополь красноармеец Мелкумян, будучи в разведке в районе Сапун-горы, выявил 9 пулеметных точек врага, которые затем подавила полковая артиллерия. Во время наступления вместе с другими разведчиками вывел из строя 13 солдат и офицеров противника, ликвидировал пулеметную точку. Был представлен к награждению орденом Красного Знамени.
Приказом от 17 июня 1944 года по частям Отдельной Приморской армии красноармеец Мелкумян Ашот Галустович награждён орденом Славы 2-й степени.
15 января 1945 года восточнее населенного пункта Руда красноармеец Мелкумян с 3 бойцами проник в тыл противника и подорвал автомашину с 20 гитлеровцами, захватил «языка», давшего ценные сведения.
Указом Президиума Верховного Совета СССР от 31 мая 1945 года за образцовое выполнение боевых заданий командования на фронте борьбы с немецкими захватчиками и проявленные при этом доблесть и мужество красноармеец Мелкумян Ашот Галустович награждён орденом Славы 1-й степени. Стал полным кавалером ордена Славы.
12 апреля 1945 года вовремя разведки южнее города Франкфурт-на-Одере захватил контрольного пленного. Был награждён второй медалью «За отвагу».
В 1946 году демобилизован. Вернулся в родное село. В 1957 году окончил Армянский сельскохозяйственный институт. Работал председателем сельсовета.
Жил в селе Гарнакар. Скончался 8 августа 1984 года.
Награждён орденами Славы трех степеней, медалями, в том числе двумя медалями «За отвагу».